# Hendrick Motorsports

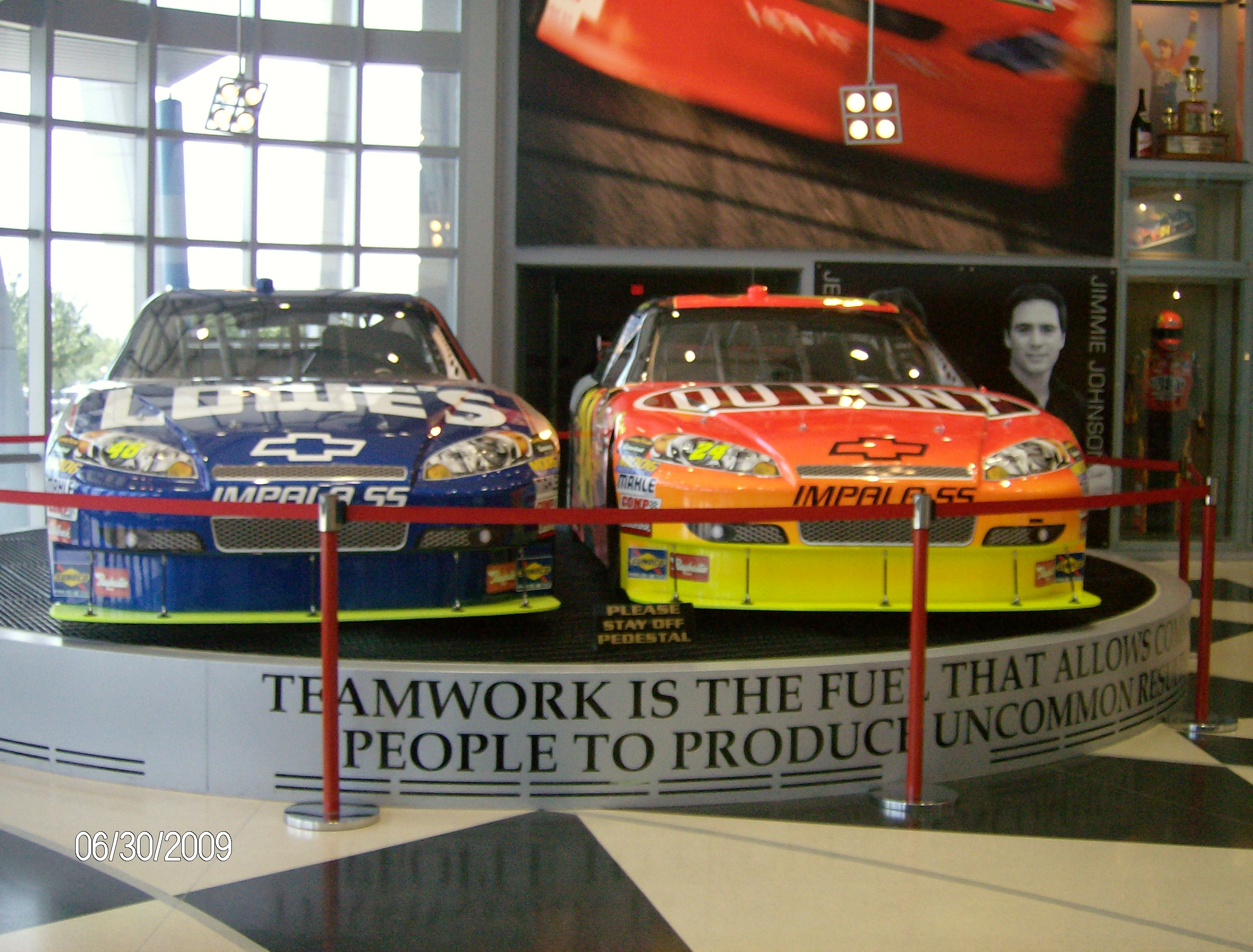
Jeff & Jimmie

Hendrick Motorsports (HMS), trước đây được gọi là All-Star Racing, là một đội đua xe ô tô từ Hoa Kỳ, được thành lập bởi Rick Hendrick. Hiện nay, nhóm nghiên cứu cạnh tranh trong NASCAR Sprint Cup Series. Nhóm nghiên cứu đã thành công trong lịch sử của mình giành được danh hiệu 10 đua xe (1995, 1996, 1997, 1998, 2001, 2006, 2007, 2008, 2009, 2010).

## Các tay đua nổi tiếng
- Kasey Kahne
- Jeff Gordon
- Jimmie Johnson
- Dale Earnhardt Jr.